# Herman Welker

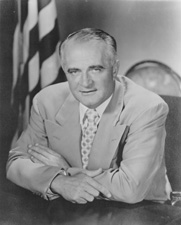
Herman Welker

Herman Welker (* 11. Dezember 1906 in Cambridge, Idaho; † 30. Oktober 1957 in Bethesda, Maryland) war ein US-amerikanischer Politiker (Republikanische Partei) und US-Senator für den Bundesstaat Idaho.

## Biografie

### Frühes Leben
Herman Welker wurde als jüngstes der sieben Kinder von John Thornton Welker und dessen Frau Zelda (geb. Shephard) geboren. Die Welkers waren um 1900 aus dem Guilford County in North Carolina nach Idaho gezogen, wo sie eine Kartoffelfarm bewirtschafteten. Nach dem Besuch der Schulen – darunter die Grundschule in Cambridge und die High School in Weiser – machte er 1929 an der University of Idaho seinen Abschluss in Rechtswissenschaften.

### Werdegang
Noch während seines Studiums wurde Welker 1928 zum Untersuchungsrichter im Washington County ernannt und später zweimal wiedergewählt. 1936 zog er nach Los Angeles, eröffnete eine eigene Anwaltskanzlei und praktizierte dort bis 1943. Als Soldat der United States Army Air Forces zog Welker schließlich in den Zweiten Weltkrieg und diente bis 1945.
Nach Kriegsende kehrte Welker nach Idaho zurück und eröffnete 1946 eine Kanzlei in Payette, die er nach zwei Jahren aufgab, um in die Politik zu gehen.

### US-Senator
Von 1949 bis 1951 gehörte Welker dem Senat von Idaho an. 1950 kandidierte er für das Amt des US-Senators und gewann die Wahl. Senator Welker galt als sehr konservativ und kann dem rechten Flügel der Republikanischen Partei zugezählt werden. Als enger Freund von Senator Joseph McCarthy aus Wisconsin unterstützte er diesen bei seinem Vorhaben, den Kommunismus in den Vereinigten Staaten zu verfolgen. Für diese Vorgehensweise in der so genannten McCarthy-Ära erhielt Welker im Volk den Spitznamen „Little Joe from Idaho“.
Welker war in zahlreichen Aufsichtsräten, Komitees und Gremien tätig. So setzte er sich für die Justiz ein, unterstützte landwirtschaftliche Projekte und engagierte sich für das Postwesen in den USA. Außerdem war Welker Mitglied einer Freimaurerloge sowie Verbindungsmitglied bei Sigma Chi und Phi Alpha Delta.

### Spätes Leben und Tod
Nach nur einer Amtsperiode als US-Senator wurde Welker 1956 wegen seiner konservativen Haltung abgewählt. Die Nachfolge als Senator trat im Januar 1957 der Demokrat Frank Church an. Welker ließ sich in Boise nieder und praktizierte wieder als Anwalt.
Im Herbst 1957 erkrankte Welker plötzlich. Nach einer Konsultation in einem Krankenhaus in Washington wurde bei Welker ein Hirntumor diagnostiziert. Am 16. Oktober 1957 wurde in einer Klinik in Bethesda die Operation zur Beseitigung des Tumors vorgenommen; eine zweite Operation erfolge am 28. Oktober 1957. Zwei Tage später starb Herman Welker, im Alter von 50 Jahren, an den Folgen der Operationen.
Wie unpopulär Welkers Stil als Senator war, zeigt der Umstand, dass bei seinem Begräbnis am Nationalfriedhof Arlington, das bereits am 1. November stattfand, nur knapp 150 Personen anwesend waren. Er hinterließ seine Frau Gladys, die er im September 1930 geheiratet hatte, sowie ihre gemeinsame Tochter Nancy.